# 羅慧夫
羅慧夫（英語：Samuel Noordhoff，1927年6月29日—2018年12月3日），美國愛荷華州人，整形外科醫生，曾任馬偕醫院院長、長庚醫院院長等職，羅慧夫顱顏基金會創辦人，長期貢獻於唇顎裂整形修復，成立臺灣第一個加護病房、灼傷中心、唇顎裂暨顱顏中心、生命線、小兒麻痺重建中心等機構，為第六屆醫療奉獻獎得主。

## 生平

### 早年期間
羅慧夫為1927年6月29日生於美國愛荷華洲橙鎮。服役被分配在軍醫院開刀房擔任技術助理，他退伍之後就靠著那兩年臨床經驗，一邊到醫院打工賺取學費，一邊準備醫學院的入學考試，最後終於如願申請到醫學院。1950年進入愛荷華大學醫學院，1954年畢業後與白如雪結婚。
1959年夏天，羅慧夫在密西根州百特歐斯醫院（Butterworth Hospital）接受四年實習訓練的最後一年，當時他預想未來能賺錢買一間小房子、經營一個美好的家庭，一直到他輾轉收到一封來自台灣馬偕醫院院長夏禮文（Clarence Holleman）徵求宣教士的來信，經過兩三個月的魚雁往返，他決心到臺灣奉獻。
羅慧夫全家搭乘一艘名為「京士威爾」的挪威籍貨船，1959年9月28日抵達臺灣，住於中山北路今嘉新水泥大樓的位置。
教會安排羅慧夫上語言學校，學習台語。他的姓氏「Noordhoff」，前半部音節翻成為「羅」，後半部的音節則成為「慧夫」，語言老師解釋，這是期許他能夠在醫院裡成為一個「有智慧的夫子」。

### 馬偕院長期間
初抵馬偕，羅慧夫才知曉夏禮文已打算退休，要他接院長，當年的馬偕醫院數月發不出薪水、員工情緒低落、工作缺乏效率、一百張病床住不到一半病人，百廢待舉。當時馬偕管理很糟，開刀還收不到錢。羅慧夫在學了半年台語後即正式接任院長。
羅慧夫回憶第一次在臺灣感受真正的文化衝擊，是剛來不久搭火車南下赴台南時，只有一歲半的小兒子思齊，突然吐出兩條大蛔虫，這件事令他妻子大為震驚。此後讓孩子每三個月服一次藥。約1961年，羅慧夫得到結節性紅斑症，全身骨頭痠痛無法動彈，臺大、榮總的名醫束手無策，最後是由蘭大弼治療成功。
為提振醫院工作士氣和效率，羅慧夫以身作則，中午從不午休，也要求當時普遍在外兼差的醫師專勤看診，並嚴禁收紅包。同時他向美國爭取更多的人員、器材、藥品支援。他找來張錦文協助，一個個去各部門找問題。這兩人聯手為馬偕醫院建立起標準化的流程，一年多以後，醫院運作便上軌道，轉虧為盈。但不少員工並不諒解，寄發黑函，還譏笑張錦文為美國人走狗，甚至連醫院董事會也常不支持他們。好幾次，兩人偷偷跑到院外相對垂淚。
除管理外，羅慧夫也注意到當時臺灣沒有整形外科醫師，顏面傷殘多由一般外科醫師操刀，由於技術不夠精細，易留下疤痕，加上臺灣人那時把唇顎裂歸咎是因果報應，讓小孩帶著缺陷和自卑感長大，為此1964年回美國兩年專攻整形外科。1967年11月30日，桃園縣北區美軍顧問組首席顧問歐洛中校，請來羅慧夫來桃園治療當地有兔唇的兒童。許多病患遠從中南部來找羅醫生，張錦文表示一般醫院一個月下來頂多開幾個唇顎裂病人，羅慧夫服務的醫院往往是一天排上十幾位。像是音樂家涂敏恆為感謝為他兒子作三次手術，寫了《用愛彌補》的歌致敬。
當羅慧夫被問起為什麼要獻身於唇顎裂修補，他會述說一段故事：紐倫堡一座教堂在二次世界大戰時，遭受砲火摧殘，整棟建築物幾乎全毀，但是裡面的耶穌雕像保存了下來，只是雙手不見。戰後，一位藝術家負責將雙手修補回來，努力地一試再試，卻始終無法重新修復，最後放棄，並這座雕像底座刻了一行字：「祂沒有雙手，但你們有。」
1960年到1975年12月31日，羅慧夫任職馬偕醫院院長期間，創下許多臺灣第一：1966年，建立臺灣第一個小兒麻痺重建中心；1967年創立臺灣第一個加護病房，有十二床；1968年設立臺灣第一個燙傷中心；1969年3月成立東南亞第一處自殺防治中心，隨後發展成生命線；1971年，開立臺灣第一個燙傷病房。他還在此醫院首度引進了防治小兒麻痺症的沙克疫苗。他邀請彰化基督醫院的華仁愛擔任馬偕醫院護理部主任，並和彰基護理學校實習交流。長庚醫院整形外科醫師陳昱瑞指出，羅院長在馬偕時就非常重視人才培育，常送屬下、員工出國進修，早年馬偕院內的醫師、護理人員、病理、檢驗人員幾乎都曾出國，甚至當院方經費不足時，院長還自掏腰包，提供獎學金。

### 長庚院長期間
1976年，羅慧夫轉任長庚醫院擔任第一任院長，同時兼整形外科主任至1992年，培養了包括魏福全、陳昱瑞、陳國鼎、莊垂慶、羅綸洲等整形外科醫生。陳昱瑞是羅慧夫的第一批指導的長庚住院醫師，他回憶羅醫師嚴格要求學生做一樣好甚至比他更好，縫線得又細又漂亮，否則全部拆掉重來。一次，被要求重縫的主治醫生陳國鼎還向同是主治醫生的洪凱風抱怨，要羅院長自己來縫縫看。羅慧夫認為因一上了病人的臉，就跟定了他一輩子，絕不能馬虎行事。第二十九屆醫療奉獻獎得主陳宏基在二十八歲時進入長庚醫院，投入整形外科重建手術，他表示羅慧夫敞開心胸接納意見，對晚輩不藏私，對病患事必躬親、顧慮所有細節，這些都深深影響他。隨著長庚整形外科逐漸發展出顱顏、唇顎裂、斷指顯微手術等，羅醫師都會交給各個專科醫師，而非一人獨攬。
羅院長向院方提出清寒病患優惠就醫方案，發文給全國各鄉鎮，要求轉介病患，讓病人因而受益，雖然也因此惹來長庚「獨占」病人之譏。他說自己不會因為在醫院工作而感到厭煩，重建殘缺與協助群眾，確是一種愉快的挑戰。

### 卸任院長期間
1987年，羅慧夫卸任院長後，一手創立顱顏中心、顯微重建中心、燙傷中心及美容醫學中心。在此顱顏整型中心裡，經常可見病童因遭到其他小朋友嘲笑，來找「羅爺爺」哭訴的情景。
羅慧夫有兩個孩子在台灣出生，而每個孩子都會講國語和台語。他個性簡樸，在臺灣只有賃屋而居，開的是國產車，穿的是外銷成衣商場便宜的恤衫，病患送來各種謝禮，他一一退回。他自己寫他中午從來不休息，許多人都無法了解為他為何不能接納臺灣人中午要午睡的習慣。
1989年12月，羅慧夫捐款十萬美金，成立財團法人羅慧夫顱顏基金會，幫助並關懷唇顎裂暨顱顏患者。
1999年11月9日在長庚醫院為一名唇顎裂男嬰作最後一檯刀，協助的護理長林麗虹、顱顏中心主任陳國鼎就是他過去的老搭擋。從長庚醫院退休回美國後，仍然到落後地區從事唇顎裂義診與教學工作。
唇顎裂患者在手術過後，由於上唇組織與人中皮膚差異，會在上唇留下一條難看的「紅白線」。羅慧夫研發出了有別於傳統刀法的改良式「密勒刀法」，是將原本切掉的紅唇組織留下一個小三角形，使口腔黏膜結痂不再外露，才改善了一直以來困擾醫界已久的外觀問題，因此得到美國整形外科醫學會Maliniac Lecturer獎。
晚年羅慧夫深受肌萎縮性脊髓側索硬化症所苦，2013年9月29日最後一次回臺灣。當時他最後開刀的男嬰已成一名少年，用台語對他感謝說：「因為有你的幫助，我現在以正常的樣子跟大家相處，不會被投以什麼奇怪的眼光，所以我想親自謝謝你。」
美國時間2018年12月3日凌晨3時，羅慧夫去世。

## 獎項
1983年，獲頒西北學院（Northwestern College）傑出校友獎。1993年獲吳尊賢愛心獎。1994年獲頒Maliniac Lecturer獎。
1996年當涂敏恆知道羅慧夫得到第六屆醫療獎時，在2月6日將《用愛彌補》的錄音帶帶到羅慧夫顱顏基金會。2月8日，羅慧夫在衛生署領獎時，沒有講個人的得獎感言，而是向蘭大弼道謝。
1999年11月2日，李登輝總統頒授紫色大綬景星勳章，次日衛生署長詹啟賢頒一等衛生獎章。
2017年，榮獲第九屆總統文化獎-人道奉獻獎。
2019年1月4日，於林口長庚紀念醫院舉行追思會，總統蔡英文親自到場致意，並頒贈褒揚令，由長子代表接受，褒揚令全文為：

財團法人羅慧夫顱顏基金會美籍創辦人、長庚紀念醫院前院長羅慧夫，卓犖嶔奇，敏練慈愷。少歲卒業美國愛荷華大學醫學院，旋應邀來臺宣教行醫，開物成事，領異拔新，迭展四十載無私奉獻之崢嶸歲月。於馬偕醫院院長任內，倡議全人治療理念，提供山地巡迴服務；草立自殺防治中心，籌設灼燙傷處理部門，恤病救疾，痌瘝在抱；百務俱舉，慮遠功多。尤以創辦長庚紀念醫院兼整型外科主任期間，汲引前瞻管理制度，建策標準化作業流程；厚植秀異專業人才，精進學術交流研究；提供國內外義診教學，深化臺灣國際形象，竭智殫謨，明效大驗；徽聲丕基，時論譽美。嗣捐資濟成羅慧夫顱顏基金會，眷注患者多元需求，體現優質診療關懷，高情品致，翼善搖芳。曾獲頒吳尊賢愛心獎、醫療奉獻獎、外交之友貢獻獎、總統文化獎－人道奉獻獎暨紫色大綬景星勳章等殊榮。綜其生平，懿行嘉績－膏澤溥乎黎庶，弘道履仁－遐緒播於蓬島，惠風矩範，簡帙傳馨。遽聞嵩齡溘逝，軫懷彌殷，應予明令褒揚，用示政府崇念茂德之至意。

總　　　統　蔡英文　　　　

行政院院長　賴清德　　　　

## 書籍
- 梁玉芳. . 臺灣: 天下文化. 2000-09-30 [2000]. ISBN 957-621-744-X.

## 外部連結
- 財團法人羅慧夫顱顏基金會